# 407 Arachne
407 Arachne è un asteroide della fascia principale del diametro medio di circa 95,07 km. Scoperto nel 1895, presenta un'orbita caratterizzata da un semiasse maggiore pari a 2,6246137 UA e da un'eccentricità di 0,0708235, inclinata di 7,53543° rispetto all'eclittica.
Il suo nome è dedicato ad Aracne, figura della mitologia greca, abile tessitrice, trasformata da Atena in un ragno.